# Arthur Brandt (General)
Arthur Brandt (* 12. Dezember 1887 in Stolberg (Rheinland); † 13. April 1967 in Birkenwerder) war ein deutscher General, der in Wehrmacht und NVA diente.

## Leben
Brandt war Soldat im Ersten Weltkrieg. Zum 1. September 1931 trat er der NSDAP bei (Mitgliedsnummer 629.529), dann wieder aus, dann wieder bei. Im Zweiten Weltkrieg war Brandt zuletzt General für das Ölgebiet von Ploesti in Rumänien und geriet dort 1944 in sowjetische Kriegsgefangenschaft.
In der DDR wurde er Chefinspekteur der Volkspolizei in der Hauptverwaltung Ausbildung. Er war Funktionär in der NDPD und Mitglied in der Arbeitsgemeinschaft ehemaliger Offiziere der DDR (AeO). Er wurde 1957 mit der Ernst-Moritz-Arndt-Medaille ausgezeichnet.